# Březiny
Březiny là một làng thuộc huyện Svitavy, vùng Pardubický, Cộng hòa Séc.